# The Man Who Saw Tomorrow
The Man Who Saw Tomorrow ist ein US-amerikanischer Dokumentarfilm aus dem Jahr 1981. Er entstand unter der Regie von Robert Guenette und beleuchtet das Leben und die Vorhersagen des französischen Arztes und Astrologen Nostradamus (1503–1566). Moderator und Erzähler war Orson Welles, der sich allerdings später von dem Film distanzierte.

## Inhalt
In The Man Who Saw Tomorrow werden eine Reihe von Nostradamus Vorhersagen gezeigt, die (laut den Machern des Films) alle auch eingetreten sind. Diese beinhalten u. a. den Unfalltod von König Heinrich II, die Französische Revolution, den Aufstieg und Fall von Napoleon, die Ermordung des US-Präsidenten John F. Kennedy, Nazideutschland, den Zweiten Weltkrieg und die Entwicklung von Atomwaffen. Zudem behandelt der Film noch Ereignisse, die laut Nostradamus in den 1980er, 1990er und noch später eintreten sollten u. a. Dürren, Hungersnöte, Erdbeben, Überschwemmungen und ein mysteriöser Kriegsherr aus dem Nahen Osten, der ein Bündnis mit Russland eingehen und einen Atomkrieg mit Amerika beginnen wird. Dieser Krieg würde dann 27 Jahre dauern und die Erde komplett verwüsten. Allerdings würden sich danach beide Länder zusammen tun und den Kriegsherren besiegen. Dies würde dann der Welt einen tausend Jahre haltenden Frieden bringen. Das endgültige Weltenende soll laut Nostradamus im Jahr 3797 kommen.

## Veröffentlichung
The Man Who Saw Tomorrow feierte im Januar 1981 seine Premiere.
Am 20. Februar 1991 strahlte der amerikanische Fernsehsender NBC eine auf 60 Minuten gekürzte, überarbeitete Version des Films aus. In dieser Fassung übernahm Charlton Heston die Rolle des Moderators und Erzählers.